# Trespassing
Trespassing — второй студийный альбом американского певца и автора песен Адама Ламберта, вышедший 15 мая 2012 года на лейбле RCA.

## Об альбоме
Диск сильно отличается от своего предшественника по звучанию. Сам Адам Ламберт говорит, что его альбом посвящён переменам, а также проблемам и переживаниям, которые ощутил музыкант. Новый альбом представляет собой своеобразный отчёт Ламберта обо всех минусах и плюсах своей жизни.
Кроме Адама Ламберта, основного автора всех песен альбома, над диском работали также продюсеры Dr. Luke и Pharrell Williams. В создании альбома приняли участие Claude Kelly, Benny Blanco, Bonnie McKee, Nile Rodgers, Sam Sparro, Bruno Mars, Emanuel Kiriakou, Nikka Costa, Lester Mendez и BC Jean.

«В новом альбоме есть песни, которые отражают мой рок-н-ролльный дух и, в то же время, любовь к клубной культуре.

Тем не менее, вне новой студийной работы я не такой сильный и уверенный, как могло бы показаться. Мне отчаянно хочется быть гордым и сохранять самообладание в ответ на осуждение и неудачи. Хотя я чувствую некоторое давление, а это значит, что я заработал своё место в этой сфере». 
 — комментирует певец .

## Стиль, отзывы критиков
По мнению Бориса Барабанова из «Коммерсантъ Weekend», на новом альбоме певец «крепко держится проверенных музыкальных архетипов, но песни искусно сочинены и замысловато спродюсированы, так что слушать их не противно и не скучно». В российском издании журнала Rolling Stone диск получил четыре звезды из пяти; рецензент описал альбом как «образцовый поп-альбом с грамотным балансом хит-синглов и томных баллад». На Trespassing, Ламберт, по словам Виталия Шмерлинга (Звуки.ру), «умерил аппетиты и сфокусировался на танцевальной поп-музыке».

## Список композиций
| №                   | Название                                        | Автор(ы)                                                                              | Продюсеры                          | Длительность |
| ------------------- | ----------------------------------------------- | ------------------------------------------------------------------------------------- | ---------------------------------- | ------------ |
| 1.                  | «Trespassing»                                   | Адам Ламберт, Pharrell Williams                                                       | Pharrell Williams                  | 3:29         |
| 2.                  | «Cuckoo»                                        | Адам Ламберт, Oliver Goldstein, Bonnie McKee, Josh Abraham, Anne Preven               | Abraham, Oligee, U-Tern (add)      | 3:02         |
| 3.                  | «Shady» (featuring Nile Rodgers and Sam Sparro) | Адам Ламберт, Lester Mendez, Sparro                                                   | Mendez                             | 3:00         |
| 4.                  | «Never Close Our Eyes»                          | Адам Ламберт, Bruno Mars, Phillip Lawrence, Ari Levine, Lukasz Gottwald, Henry Walter | Dr. Luke, Cirkut, The Smeezingtons | 4:08         |
| 5.                  | «Kickin' In»                                    | Адам Ламберт, P. Williams                                                             | Pharrell                           | 3:16         |
| 6.                  | «Naked Love»                                    | Адам Ламберт, Бенджамин Левин, Ammar Malik, Dan Omelio, Goldstein, Abraham            | Abraham, Oligee                    | 3:22         |
| 7.                  | «Pop That Lock»                                 | Адам Ламберт, Josh Crosby, Lesley Roy, Robert Marvin, Nate Campany                    | Marvin, Crosby                     | 3:14         |
| 8.                  | «Better Than I Know Myself»                     | Адам Ламберт, Gottwald, Joshua Coleman, Claude Kelly, Walter                          | Dr. Luke, Cirkut, Ammo             | 3:36         |
| 9.                  | «Broken English»                                | Адам Ламберт, Mendez, Sparro                                                          | Mendez                             | 3:37         |
| 10.                 | «Underneath»                                    | Адам Ламберт, Crosby, Catt Gravitt, Tom Shapiro                                       | Crosby, Marvin                     | 4:08         |
| 11.                 | «Chokehold»                                     | Адам Ламберт, Goldstein, McKee, Abraham                                               | Abraham, Oligee                    | 3:51         |
| 12.                 | «Outlaws of Love»                               | Адам Ламберт, Rune Westberg, BC Jean                                                  | Westberg                           | 3:51         |
| Общая длительность: | Общая длительность:                             | Общая длительность:                                                                   | Общая длительность:                | 42:34        |

| №                   | Название            | Автор(ы)                                                          | Продюсеры                 | Длительность |
| ------------------- | ------------------- | ----------------------------------------------------------------- | ------------------------- | ------------ |
| 13.                 | «Runnin'»           | Адам Ламберт, David Marshall, Fred Williams, Catt Gravitt, Marvin | Marvin, F. Williams (add) | 3:48         |
| 14.                 | «Take Back»         | Адам Ламберт, busbee                                              | busbee, J Bonilla         | 3:12         |
| 15.                 | «Nirvana»           | Адам Ламберт, Abraham, Goldstein, Stephen Wrabel                  | Abraham, Oligee           | 4:22         |
| Общая длительность: | Общая длительность: | Общая длительность:                                               | Общая длительность:       | 53:56        |

| №   | Название       | Автор(ы)                                                  | Продюсеры | Длительность |
| --- | -------------- | --------------------------------------------------------- | --------- | ------------ |
| 16. | «By the Rules» | Адам Ламберт, Ginny Blackmore, Aeon Manahan, Matt Marston | Manahan   | 3:49         |
| 17. | «Map»          | Адам Ламберт, McKee, Goldstein, Anne Preven               |           | 3:46         |

| №                   | Название            | Автор(ы)                                  | Продюсеры           | Длительность |
| ------------------- | ------------------- | ----------------------------------------- | ------------------- | ------------ |
| 16.                 | «By the Rules»      | Адам Ламберт, Blackmore, Manahan, Marston | Manahan             | 3:49         |
| Общая длительность: | Общая длительность: | Общая длительность:                       | Общая длительность: | 57:45        |

## Синглы
Главным синглом с альбома является песня «Better Than I Know Myself», выпущенная 20 декабря 2011 года.
Вторым синглом альбома стала песня «Never Close Our Eyes», выпущенная 17 апреля 2012 года.
Третьим синглом альбома стала песня «Trespassing», выпущенная 6 ноября 2012 года.

## Чарты
| Чарт (2012)                     | Место |
| ------------------------------- | ----- |
| Australian Albums Chart         | 10    |
| Austrian Albums Chart           | 28    |
| Belgian Albums Chart (Flanders) | 64    |
| Belgian Albums Chart (Wallonia) | 132   |
| Canadian Albums Chart           | 1     |
| Czech Albums Chart              | 29    |
| Danish Albums Chart             | 10    |
| Dutch Albums Chart              | 30    |
| Finnish Albums Chart            | 2     |
| German Albums Chart             | 28    |
| Hungarian Albums Chart          | 1     |
| Japanese Albums Chart           | 15    |
| New Zealand Albums Chart        | 4     |
| Norwegian Albums Chart          | 32    |
| Portuguese Albums Chart         | 19    |
| South Korean Albums Chart'[A]   | 16    |
| Russian Albums Chart            | 13    |
| Swedish Albums Chart            | 20    |
| Swiss Albums Chart              | 35    |
| UK Albums Chart                 | 16    |
| U.S. Billboard 200              | 1     |

## Релиз альбома
| Страна         | Дата        | Лейбл                        | Формат                     |
| -------------- | ----------- | ---------------------------- | -------------------------- |
| Финляндия      | 14 мая 2012 | digital download             | 19 Recordings, RCA Records |
| США            | 15 мая 2012 | CD, digital download         | 19 Recordings, RCA Records |
| Австралия      | 18 мая 2012 | CD, digital download         | 19 Recordings, RCA Records |
| Австрия        | 18 мая 2012 | CD, digital download         | 19 Recordings, RCA Records |
| Германия       | 18 мая 2012 | CD, digital download         | 19 Recordings, RCA Records |
| Швейцария      | 18 мая 2012 | CD, digital download         | 19 Recordings, RCA Records |
| Япония         | 6 июня 2012 | CD, CD+DVD, digital download | 19 Recordings, RCA Records |
| Великобритания | 9 июля 2012 | CD, digital download         | 19 Recordings, RCA Records |